# Madibeng
Madibeng (officieel Local Municipality of Madibeng) is een gemeente in het Zuid-Afrikaanse district Bojanala.
Madibeng ligt in de provincie Noordwest  en telt 477.381 inwoners.

## Hoofdplaatsen
Het nationaal instituut voor de statistiek, Stats SA, deelt sinds de census 2011 deze gemeente in in 48 zogenaamde hoofdplaatsen (main place):
Ana AH • Baikagedi • Bapong • Brits • Buffelsdoorn • Bushveld View • Dipompong • Fafung • Ga-Moti • Ga-Rantlapane • Ga-Rasai • Ga-Tshefoqe • Ga-Tsogwe • Hartbeespoort • Hebron • Jericho • Kgabalatsane • Klipgat • Kwarriekraal • Legonyane • Lerulaneng • Letlhabile • Letlhakaneng • Maboloka • Madibeng NU • Madidi • Madinyane • Majakaneng • Makgabetlwane • Mankgekgetha • Mmakau • Mmakaunyane • Modderspruit • Moiletswane • Mooinooi • Mothutlung • Ntsopilo • Oukasie • Rabokala • Ramogaodi • Rankotia • Rietfontein • Rooival • Segwaelane • Sephai • Shakung • Sonop • Wonderkoppies.